# 島原市立第一小学校
島原市立第一小学校（しまばらしりつだいいちしょうがっこう, Shimabara City Daiichi Elementary School）は、長崎県島原市城内一丁目にある公立小学校。略称は「一小」（いっしょう）。

## 概要
歴史
1873年（明治6年）に開校した「第五大学区第二中学区島原小学校」を前身とする。2023年（令和5年）に創立150周年を迎えた。
教育目標
「自ら学び、自ら考え、主体的に行動できる人間性豊かなたくましい児童の育成」
「心の鏡を磨く人づくり （かんがえる人・がんばりぬく人・みんなとなかよくする人）」
校章
桜の花弁を背景にして、その中央に「小」の文字を置いている。
校歌
1928年（昭和3年）に制定。作詞は林銑吉、作曲は松尾始による。歌詞は3番まであり、校名は登場しない。
校区
住所表記で島原市の後に「本光寺町、城見町、柿の木町、柏野町、南柏野町、上新丁一～三丁目、下新丁、古丁、城西中の丁、下の丁、江戸丁、桜門町、北原町、今川町、城内一～三丁目、北門町、新馬場町、田町、先魁町、上の町、中町、片町、新田町、宮の町、通称新建、通称浦ノ川」が続く地区。
中学校区は島原市立第一中学校。

## 沿革
- 1873年（明治6年）12月12日 - 島原村の桜馬場に「一番小学完善学校」、新町に「二番小学協律学校」が開校。
- 1874年（明治7年）4月 - 一番小学完善学校が「第五大学区第二中学区[1]島原小学校」に改称。
- 1875年（明治8年）5月 - 二番小学協律学校が大手に移転し、「有明小学校」に改称。
- 1878年（明治11年）- 島原村の一部が分立し、島原町となる（島原村と島原町が併存）。
- 1886年（明治19年）9月 - 小学校令が施行される。
  - 島原小学校に尋常科（修業年限4ヶ年）を設置し、「島原学区尋常島原小学校」に改称。島原村と島原町の男児を収容。
  - 有明小学校に尋常科（修業年限4ヶ年）を設置し、「島原学区尋常大手女児小学校」に改称。島原村と島原町の女児を収容。
  - 長崎県第八高等小学校（修業年限4ヶ年）が設置される。
- 1889年（明治22年）4月1日 - 町村制が施行される。これにより島原町と島原村で尋常小学校学区の分離が検討され始める（それまで島原町と島原村の組合で運営）。
- 1890年（明治23年）
  - 4月1日
    - 尋常島原小学校を島原村立の小学校とし、島原村の児童を収容。男女共学に戻す。
    - 尋常大手女児小学校を「尋常大手小学校」に改称。島原町立の小学校とし、島原町の児童を収容。男女共学に戻す（島原市立第二小学校の前身）。

  - 10月 - 長崎県第八高等小学が廃止される。
- 1892年（明治25年）5月 - 島原村他二町六ヶ村[2]組合立島原高等小学校が設置される。
- 1893年（明治26年）
  - 1月24日 - 小学校令の改正により、「島原尋常小学校」に改称（「尋常」の位置が変わる）。
  - この年 - 高等小学校を運営する組合から山田村が脱退。
- 1895年（明治28年）7月 - 暴風により、校舎が倒壊。9月に復旧。
- 1899年（明治32年）- 高等小学校を運営する組合から大三東（おおみさき）村が脱退。
- 1901年（明治34年）4月 - 島原高等小学校から女子部が分離し島原女児高等小学校として独立。
- 1902年（明治35年）
  - 3月 - 高等小学校を運営する組合から深江村が脱退。
  - この年 - 湊町に委託していた崩山・音無川以南の尋常科1・2年生の教育事務を解消し、根松分教場を新設し収容。
- 1908年（明治41年）
  - 小学校令の改正により、義務教育期間が尋常科4年から尋常科6年に延長されたため、尋常科5・6年を新設。
  - 高等小学校を運営する組合から三会村が脱退。
- 1912年（明治45年）3月31日 - 学齢児童就学出席優良で表彰を受ける。奨励金15円が贈呈。高等小学校を運営する組合から湊町・杉谷村・安中村が脱退。
- 1913年（大正2年）11月 - 湊町尋常高等小学校に通っていた川尻・新山地区の尋常科3・4年生を根松分教場に収容。
- 1919年（大正8年）- 根松分教場を増築。
- 1924年（大正13年）
  - 4月1日 - 新・島原町の発足[3]に伴い、島原高等小学校・女児高等小学校を統合の上、「島原第一尋常高等小学校」に改称[4]。
    - 今川町を除く大手側以北の地域を校区とする。

  - 5月29日 - ピアノを1台購入（当時1,250円）。
- 1927年（昭和2年）
  - 5月18日 - アメリカ人形歓迎式が長崎県立島原中学校講堂で挙行され、女児が全員参列。
  - 12月26日 - 鉄筋校舎（東側）が完成。
- 1928年（昭和3年）4月5日 - 校歌を制定。
- 1941年（昭和16年）4月1日 - 国民学校令により、「島原第一国民学校」に改称。従来の尋常科を初等科に改称。
- 1947年（昭和22年）4月1日 - 学制改革（六・三制の実施）
  - 旧・島原第一国民学校の初等科（6年）が改組され、「島原市立第一小学校」（現校名）となる。
  - 旧・島原第一国民学校の高等科（2年）および青年学校が改組され、島原市立第一中学校（新制中学校）となり、長崎県立島原中学校に併設される[5]。
- 1948年（昭和23年）10月30日 - 長崎県下小学校児童音楽コンクール大会で1位に入選。
- 1951年（昭和26年）3月 - パン・ミルクの給食を開始。
- 1963年（昭和38年）4月6日 - 特殊学級（現・特別支援学級）を設置。
- 1973年（昭和48年）
  - 8月10日 - プールが完成。
  - 12月12日 - 創立100周年記念式典を挙行。
- 1977年（昭和52年）4月 - 米飯給食を開始。
- 1979年（昭和54年）- 北側鉄筋校舎が完成。
- 1983年（昭和58年）3月20日 - 特別教室（理科室・図工室・音楽室・図書室・視聴覚室）が完成。
- 1984年（昭和59年）- 校内の雛人形収納庫の中から青い目の人形「リトル・メリー」（人形名は不明だったため、児童らにより命名）が発見される。
- 1988年（昭和63年）2月6日 - グラウンドにアスレチック遊具が完成。
- 1989年（平成元年）4月19日 - 直方市立感田小学校の6年生一行が修学旅行で来校。
- 1990年（平成2年）
  - 8月9日 - 豊後高田市立桂陽小学校と姉妹校締結。
  - 11月17日 - 雲仙普賢岳が198年ぶりに噴火。
- 1991年（平成3年）
  - 6月3日 - 雲仙普賢岳で大火砕流が発生。
  - 6月20日 -　普賢岳噴火による火砕流、降灰のために夏休みを1ヶ月早く繰り上げる措置が取られる。
  - 8月6日 - 降灰のために、各教室にクーラーが設置される。
- 1992年（平成4年）3月1日 - 直方市立感田小学校と姉妹校締結。
- 1993年（平成5年）9月6日 - 土石流のため校舎を使用できなくなった島原市立第四小学校が第一小学校校舎を共用。
- 1994年（平成6年）3月25日 - 火山灰を防ぐためにプールに屋根が設置される。
- 1996年（平成8年）8月31日 - パソコンを導入。
- 1997年（平成9年）
  - 3月1日 - こねっとプラン[6]に参加。
  - 6月24日 - テレビ会議システムを使った交流学習を実施。（相手校 - 八女市立矢部小学校）
  - 8月29日 - 多目的ホールが完成。
- 1998年（平成10年）11月11日 - プールを改修。
- 2000年（平成12年）
  - 4月1日 - 長崎県教育委員会より国際理解教育研究校の指定を受ける（期間は2002年度（平成14年度）までの2年間）
  - 6月26日 - 図書ボランティア活動を開始。
  - 7月19日 - 自校調理給食を終了。
  - 8月31日 - 運動場（体育館側）を拡張。
  - 9月4日 - 島原市立第四小学校との親子給食方式を開始。第四小学校（親）で給食が調理され、第一小学校（子）にその給食が配送される仕組み。
- 2001年（平成13年）
  - 4月6日 - 島原市より国際理解教育研究の指定を受ける（期間は2003年（平成15年度）までの2年間）。少人数指導による授業改善を開始。
  - 10月29日 - 心鏡館が完成。
- 2002年（平成14年）
  - 4月 - 完全学校週5日制が開始。
  - 5月18日 - 完全学校週5日制による土曜日の余暇活動の一環として「モリモリ広場」を開講。
  - 11月7日 - 長崎県音楽教育研究大会の中心会場となる。
- 2005年（平成17年）
  - 3月3日 - シドニー・ギューリックの子孫よりリトル・メリーの妹として友情人形「ジョアンナ」が寄贈され、歓迎式を挙行[7]。
  - 8月9日 - 長崎親善人形の会から紙芝居リトル・メリー物語が寄贈される。
- 2006年（平成18年）
  - 2月12日 - 新館児童玄関に心の鏡看板を設置。
  - 3月10日 - 校庭南側の斜面に卒業記念として茶苗木（150本）が植樹される。
  - 6月2日 - 森岳地区子どもを守る安全パトロールが開始。
- 2010年（平成22年）6月 - 校舎建て替えのため、1927年（昭和2年）完成の旧校舎（東側）の解体を開始。
- 2011年（平成23年）8月 - 新校舎が完成。

## 交流校
長崎県内
- 佐世保市立猪調小学校（いのつき、長崎県 佐世保市）
- 五島市立玉之浦小学校 （たまのうら、長崎県 五島市）
- 長崎県立島原特別支援学校小学部

九州（長崎県外）
- 八女市立矢部小学校 （やべ、福岡県 八女市）
- 直方市立感田小学校 （かんだ、福岡県 直方市）
- 豊後高田市立桂陽小学校 （けいよう、大分県 豊後高田市）

九州以外
- 横手市立山内小学校 （やまうち、秋田県 横手市）
- 京都市立大藪小学校 （おおやぶ、京都府 京都市）
- 福知山市立惇明小学校（じゅんめい、京都府 福知山市）

## 青い目の人形 「リトル・メリー」
青い目の人形も参照。
1927年（昭和2年）3月に日米の対立を懸念し、その緊張を文化的に和らげようと、米国人宣教師のシドニー・ギューリック博士（1860年 – 1945年）の提唱により親善活動がおこなわれた。その一環として、渋沢栄一の仲介で米国から日本の子供に12,739体の「青い目の人形」が贈られ、その返礼として「答礼人形」と呼ばれる市松人形58体が同年11月に日本から米国に贈られた。島原第一尋常高等小学校に贈られた人形は、目が開閉し体を起こすと「ママ」と泣くような仕掛けがなされていた。
その後、日米関係が悪化し、太平洋戦争が勃発すると、日本全国で青い目の人形のほとんどが敵国の人形という理由で焼却・破壊されたが、島原市立第一小学校に贈られた人形は破却を免れ、1984年（昭和59年）に、昭和10年～12年卒業生より寄贈された雛人形収納庫の中から再発見された上で「リトル・メリー」の名前が付けられ、現在では心鏡館に保管・展示されている。
現在、日本国内に残っている青い目の人形は約300体で、長崎県内には島原市立第一小学校を含め2体しかない。

## 交通アクセス
最寄りの鉄道駅
- 島原鉄道 島原鉄道線 「島原駅」

最寄りのバス停
- 島鉄バス
  - 島原市内線 「桜馬場」バス停
  - 島原市内線 「文化会館前」バス停
  - 「島原駅前」バス停下車後徒歩約10分

最寄りの国道
- 国道251号（島原街道）

## 周辺
- 島原城
- 島原武家屋敷街
- 長崎県立島原高等学校
- 長崎県立島原商業高等学校
- 島原市立第一中学校
- 島原市役所
- 島原振興局